# Geuda Springs (Kansas)
Geuda Springs é uma cidade localizada no estado americano de Kansas, no Condado de Cowley e Condado de Sumner.

## Demografia
Segundo o censo americano de 2000, a sua população era de 212 habitantes.
Em 2006, foi estimada uma população de 201, um decréscimo de 11 (-5.2%).

## Geografia
De acordo com o United States Census Bureau tem uma área de
1,2 km², dos quais 1,2 km² cobertos por terra e 0,0 km² cobertos por água. Geuda Springs localiza-se a aproximadamente 339 m acima do nível do mar.

## Localidades na vizinhança
O diagrama seguinte representa as localidades num raio de 28 km ao redor de Geuda Springs.